# وراثت (نمایشنامه)
وراثت (انگلیسی: The Inheritance) نمایشنامه‌ای از متیو لوپز است که از رمان هواردز اند اثر ادوارد مورگان فورستر الهام گرفته شده است.

## اهمیت اثر
منتقد روزنامه تلگراف این نمایش را "شاید مهمترین نمایشنامه آمریکایی این قرن" خواند. منتقد گاردین نوشت: "در حالی که نمایشنامه لوپز دارای چارچوبی ادبی است، اما زندگی و حادثه‌ای مهم از آن است ... لوپز نیز از اینکه به تناوب داستان را متوقف کند و صحنه را برای یک بحث پرشور پاک کند، نمی‌ترسد: یکی از برجسته ترین موارد مربوط به وضعیت است فرهنگ همجنسگرایان ، که مدتها علیه ظلم و ستم جنگیده ، اکنون در معرض خطر همدستی قرار گرفته است." 

## موضوع
حوادث نمایشنامه وراثت سه دهه پس از اوج گیری بیماری ایدز در نیویورک اتفاق می‌افتد، این اثر با آنچه امروزه به معنای همجنسگرایی است مبارزه می کند، روابط و ارتباطات مربوط به سن و طبقه اجتماعی را بررسی می‌کند و می‌پرسد مسئولیت‌های یک نسل برای نسل دیگر چیست. این نمایش اقتباسی آزاد از رمان هواردز اند اثر ادوارد مورگان فورستر است.

## جایزه‌ها
این نمایشنامه جایزه‌های متعددی از جمله دراما دسک، تونی، دراما لیگ را به عنوان بهترین نمایشنامه بنده شده است.